# Anthony Buzzard
Anthony Farquhar Buzzard, 3.er Baronet, ARCM (nació el 28 de junio de 1935), es un erudito bíblico, teólogo Cristiano unitario, autor y profesor en la facultad de Atlanta Bible College.

## Biografía
Anthony nació el 28 de junio de 1935 en Surrey, Inglaterra, hijo del prominente oficial de la Marina Real y Director de Inteligencia Naval Sir Anthony W Buzzard, y nieto del Profesor Real de Medicina de la Universidad de Oxford, Sir Edward Farquhar Buzzard. Logró el título de barón de Munstead Grange en la Parroquia de Godalming, co. Surrey después de la muerte de su padre en 1972, y tiene un hermano y hermana menor.

## Educación
Buzzard fue educado en Charterhouse, y sirvió en la Marina Real como subteniente en la rama de secretariado [1954-1956]. En 1960 se graduó con una maestría en Lenguas Modernas en francés y alemán de la Universidad de Oxford.
En 1963 Anthony Buzzard se graduó del Ambassador College en Pasadena, California, fundada por Herbert W. Armstrong. Después de su graduación Buzzard se trasladó a enseñar en el campus del Ambassador College en Bricket Wood, Inglaterra, donde fue profesor de música. En la década de 1970, Buzzard abandonó la Iglesia de Dios Universal y más tarde publicó puntos de vista teológicos refutando la teología de Herbert Armstrong. Más tarde se convirtió en un colaborador cercano de Charles F. Hunting, un evangelista estadounidense, funcionario del campus Bricket Wood.

## Educación y enseñanza
Buzzard obtuvo un diploma en Hebreo Bíblico de la Universidad de Jerusalén, otorgado en 1970. Asistió a la Universidad de Londres. Obtuvo una Maestría en Teología del Bethany Theological Seminary, Chicago, otorgado en 1990.
Buzzard enseñó francés y alemán en la Escuela Americana en Londres y actualmente enseña teología y lenguas bíblicas en Atlanta Bible College, McDonough, Georgia (antes Oregon [IL] Bible College).

## Restoration Fellowship
Después de su partida con Armstrong en 1981, Buzzard fundó, con la ayuda de Charles F. Hunting, Restoration Fellowship, un grupo Cristiano dedicado a la enseñanza y el trabajo misionero en todo el mundo. Es coeditor de A Journal from the Radical Reformation, y publica un boletín mensual, Focus on the Kingdom, cubriendo temas que han sido compartidos por pequeños grupos de creyentes a través de los siglos, incluyendo algunos de los anabaptistas, y la Iglesia de Dios de la Conferencia General [Bible College en Atlanta, Georgia]. Buzzard ha sido señalado como uno de los principales escritores que buscan un retorno a las creencias Unitarias tempranas.

## Música
Además de sobresalir en los idiomas y los estudios bíblicos, Anthony también comparte un amor por la música clásica. Estudió en el Royal College de Música en Londres, donde obtuvo diplomas en oboe y piano en 1961. Fue registrado como asociado del Royal College de Música (ARCM) en 1972.

## Creencia
Buzzard comparte las siguientes creencias, como se expresa en la página web de Restoration Fellowship:
- Hay un solo Dios, el Padre ([1 Corintios 8:6), el único Dios del credo de Israel confirmado por Jesús el Cristo (Marcos 12:28-34). El Padre es "el único y verdadero Dios" (Juan 17:3).

- Hay un solo Señor Mesías, Jesús (1 Corintios 8:6), quien fue concebido sobrenaturalmente como el Hijo de Dios (Lucas 1:35), predestinado [y no preexistente] desde la fundación del mundo (1 Pedro 1:20).

- El Espíritu Santo es el poder personal, operacional y la presencia de Dios extendido a través del Cristo resucitado a los creyentes (Salmo 51:11).

- La Biblia, que consiste en el canon Hebreo (Lucas 24:44) y el Nuevo Testamento Griego, es la revelación inspirada y autorizada del "único y verdadero Dios" (2 Timoteo 3:16).

- En la expiación, muerte vicaria de Jesús, su resurrección al tercer día, y su ascensión a la diestra del Padre (Salmo 110:1; Hechos 2:34-36), donde está esperando hasta que sus enemigos sean sujetados (Hebreos 10:13).

- En el futuro regreso visible de Jesús Cristo para resucitar a los fieles muertos (1 Corintios 15:23), establecer el reino milenario sobre la tierra (Apocalipsis 20:1-6, etc.) y promover la restauración de la tierra prometida por los profetas (Hechos 1:6; 3:21; 26:6-7).

- En el poder regenerador del mensaje del Evangelio acerca del Reino (Mateo 13:19, Lucas 8:12, Juan 6:63), lo que permite al creyente comprender la revelación divina y vivir una vida de santidad.

- En el bautismo por inmersión luego de recibir el evangelio del Reino y los hechos acerca de Jesús (Hechos 8:12, Lucas 24:27).

- En la futura resurrección de los salvos de todas las eras para administrar la tierra renovada con el Mesías en el Reino de Dios (1 Corintios 6:2, 2 Timoteo 2:12, Apocalipsis 2:26; 3:21; 5:10).

- En la existencia de la maldad supernatural, cósmica, guiado por (el) Satanás (Mateo 12:26), distinto de y en adición a enemigos humanos y la maldad natural del corazón. Satanás es el nombre personal de un espíritu malvado ‘el dios de este siglo’ (2 Corintios 4:4 cp. Efesios 6:12). Y en la existencia de demonios (daimonia) como personalidades no humanas a quienes Jesús les hablo y ellos a él (Lucas 4:41, Santiago 2:19).

- En la libertad bajo ‘gracia’ y no bajo ‘la Ley’, inaugurada en la cruz en el Nuevo Pacto, en diferencia a y reemplazando el Pacto Mosaico comenzado en Sinaí (Gálatas 3 y 4; 2 Corintios 3). Temas de circuncisión física y “toda la Ley’ (Gálatas 5:3) asociados con circuncisión, incluyendo el calendario y leyes de comida, conciernen el viejo y no nuevo pacto. Compare Colosenses 2:16-17 donde la sombra temporaria es diferente con la permanencia y novedad de Cristo.

- Los Cristianos nunca deben tomar armas y matar a sus enemigos o creyentes de otras naciones (Mateo 26:52, Juan 15:19; 18:36; 1 Pedro 2:9-11; 1 Crónicas 22:8).

Restoration Fellowship 

## Libros
- The Coming Kingdom of the Messiah: A Solution to the Riddle of the New Testament (1988)
- Our Fathers Who Aren’t in Heaven: The Forgotten Christianity of Jesus the Jew (1995)
- The Doctrine of the Trinity: Christianity’s Self-Inflicted Wound (1998) - original edition with Charles F. Hunting
- The Law, the Sabbath and New Covenant Christianity (2005)
- The Amazing Aims and Claims of Jesus (2006)
- Jesus Was Not a Trinitarian (2007)

## Folletos
- "Who Is Jesus? A Plea for a Return to Belief in Jesus the Messiah" (1984)
- "What Happens When We Die? A Biblical View of Death and Resurrection" (1986)